# Obituary
Obituary (МФА: [əʹbıtʃʋ(ə)rı]; рус. Некролог) — американская дэт-метал-группа, образованная в городе Тампа, штат Флорида в 1984 году Джоном Тарди, его братом Дональдом Тарди и Тревором Пересом. Изначально группа называлась Executioner, но чтобы избежать путаницы с американской треш-метал-группой Executioner из Бостона, Obituary сменила название на Xecutioner в 1986 году. Группа в последний раз сменила название на нынешнее перед выходом дебютного альбома в 1989 году.
Состав группы претерпел неоднократные изменения, единственными постоянными участниками оставались Джон, Дональд и Тревор. В данное время в состав группы входят: Джон Тарди (вокал), Кенни Эндрюс (соло-гитара), Тревор Перес (ритм-гитара), Терри Батлер (бас-гитара) и Дональд Тарди (барабаны). Obituary сделали огромный вклад в развитии дэт-метал-музыки, ныне являются одной из самых успешных дэт-метал групп на все времена. В настоящее время группа Obituary выпустила одиннадцать студийных альбомов и, несмотря на их временное прекращение деятельности  в 1997—2003 годах, они продолжают выступать вживую по всему миру.

## История
Вначале группа именовалась «Executioner» (рус. «Палач»). Позднее, название было изменено на «Xecutioner», из-за того, что в 1984 году уже существовала одна метал-группа с таким названием. Вскоре перед выпуском дебютного альбома группа сменила название на «Obituary».
Всё началось в 1984 году в городе Brandon, когда братья Джон (вокал) и Дональд Тарди (ударные) вместе с гитаристом Тревором Пересом основали группу с названием «Xecutioner». Бас-гитарист Даниэль Таккер и гитарист Аллен Вест в немалой степени способствовали качественному звучанию группы, а также появлению определённой жёсткости в первых же композициях. Новые участники подняли и без того значительный агрессивный потенциал основателей на новый уровень. В таком составе группа, работающая в стиле «Death Metal» и ставшая в ходе своей стремительной карьеры ориентиром для многих новичков, записала первые композиции.
Одна из них принесла группе, которая за это время была переименована в Obituary, контракт с Roadrunner Records, в рамках которого вышли следующие альбомы. С вышедшим в 1989 году альбомом «Slowly We Rot» пятеро музыкантов из Флориды быстро заняли достойное место в рамках тогда ещё молодой американской детовой сцены. Вместе с такими группами, как Morbid Angel, Death и Deicide, они сформировали жанр, сочетающий в себе супербыстрые гитарные пассажи, динамичные ударные, комплексные аранжировки и экстремальный вокал. Именно в отношении последней составляющей великолепно проявил себя солист группы Джон, так как он отказался от лирических текстов, а использовал свой потрясающий голос более как «инструмент», что нашло своё выражение и в рамках второго альбома группы «Cause Of Death».
В 1992 году произошло очередное событие в творческой карьере группы: третья пластинка «The End Complete» способствовала окончательному и заслуженному прорыву группы. «The End Complete» — одно из вечных произведений в рамках этого музыкального жанра и первый «металлический» альбом, которому удалось войти в немецкий ТОР 100.
Следующий релиз 1994 года «World Demise» являлся не только с точки зрения текстов, но и в отношении общего направления «настоящим концом света» и подарил многочисленным фанатам и другие «металлические» гимны, такие, как: «Final Thoughts» и «Don’t Care», которые даже сегодня, при обилии детовых команд на музыкальной сцене, остаются популярными и обязательно входят в программу выступлений группы. После трёхлетнего затишья в 1997 году вышла пятая пластинка Obituary — "Back From The Dead. Пластинка содержала стопроцентные хиты детового жанра, такие, как: «Threatening Skies», «Download» или «By The Light», и ещё раз доказала, что группа ещё далеко не мертва.

## Музыкальные особенности
В конце 1980-х годов прошлого века группа отличалась от других дэт-метал команд. Её спецификой было тяготение к игре в среднем и даже замедленном темпе, в то время как другие начинающие дэт-группы стремились часто играть как можно быстрее. Музыка команды не содержит бластбитов, характерных для многих дэтовых композиций других коллективов. Сами музыканты Obituary объясняли замедленность своей музыки желанием сделать её как можно более тяжёлой, поскольку при нарастании темпа игры на гитаре частично терялась звуковая тяжесть и плотность. Квинтэссенцией этой стилистики является альбом «Cause of death», вышедший в 1990 году. На тягучие ритм-партии «накладываются» характерные соло, что и создало неповторимое звучание Obituary. Частично похожей была музыка британской дэт-группы Bolt Thrower. Схожий подход исповедует и Six Feet Under, американская дэт-метал команда, организованная одним из гитаристов Obituary Алленом Уэстом. Среди более современных подражателей можно отметить немецкий коллектив Debauchery.
Другой особенностью музыки является характерный вокал Джона Тарди, легко узнаваемый среди множества других гроул-вокалов, благодаря своей агрессивности и «пронзительности». Его вокал создает уникальную атмосферу отчаяния, особенно это заметно в композиции «Don’t care».
Группа Obituary также была одной из первых «классических» дэт-металлических команд, пошедших на эксперименты с применением приемов из других музыкальных стилей. Так, альбом «World Demise» (1994) содержал элементы индастриэла и рэпа, а на альбоме «Back from the Dead» (1997) группа пригласила музыкантов из рэп-коллектива для записи одной из композиций. В связи с этими новациями команда не раз подвергалась жесткой критике фэнов.

## Участники группы
| - Джон Тарди — вокал (1984—1997, 2003 — наши дни) - Кенни Эндрюс — бэк-вокал, соло-гитара (2012 — наши дни) - Тревор Перес — бэк-вокал, ритм-гитара (1984—1997, 2003 — наши дни) - Терри Батлер — бэк-вокал, бас-гитара (2010 — наши дни) - Дональд Тарди — бэк-вокал, барабаны (1984—1997, 2003 — наши дни) | - Аллен Уэст — бэк-вокал, соло-гитара (1988—1989, 1991—1997, 2003—2006) - Дэниел Такер — бас-гитара (1988—1989) - Джеймс Мёрфи — соло-гитара (1989—1991) - Фрэнк Уоткинс — бэк-вокал, бас-гитара (1989—1997, 2003—2010; умер в 2015) - Ральф Сантолла — соло-гитара (2007—2011; умер в 2018) | - Питер Клавингер — соло-гитара (1999) - Стив Диджорджио — бэк-вокал, бас-гитара (2010) - Кенни Эндюс — бас-гитара (2010, 2011) - Ли Харрисон — соло-гитара (2012), барабаны (2018) |

Выступление группы на Summer Breeze Festival, 2017 год
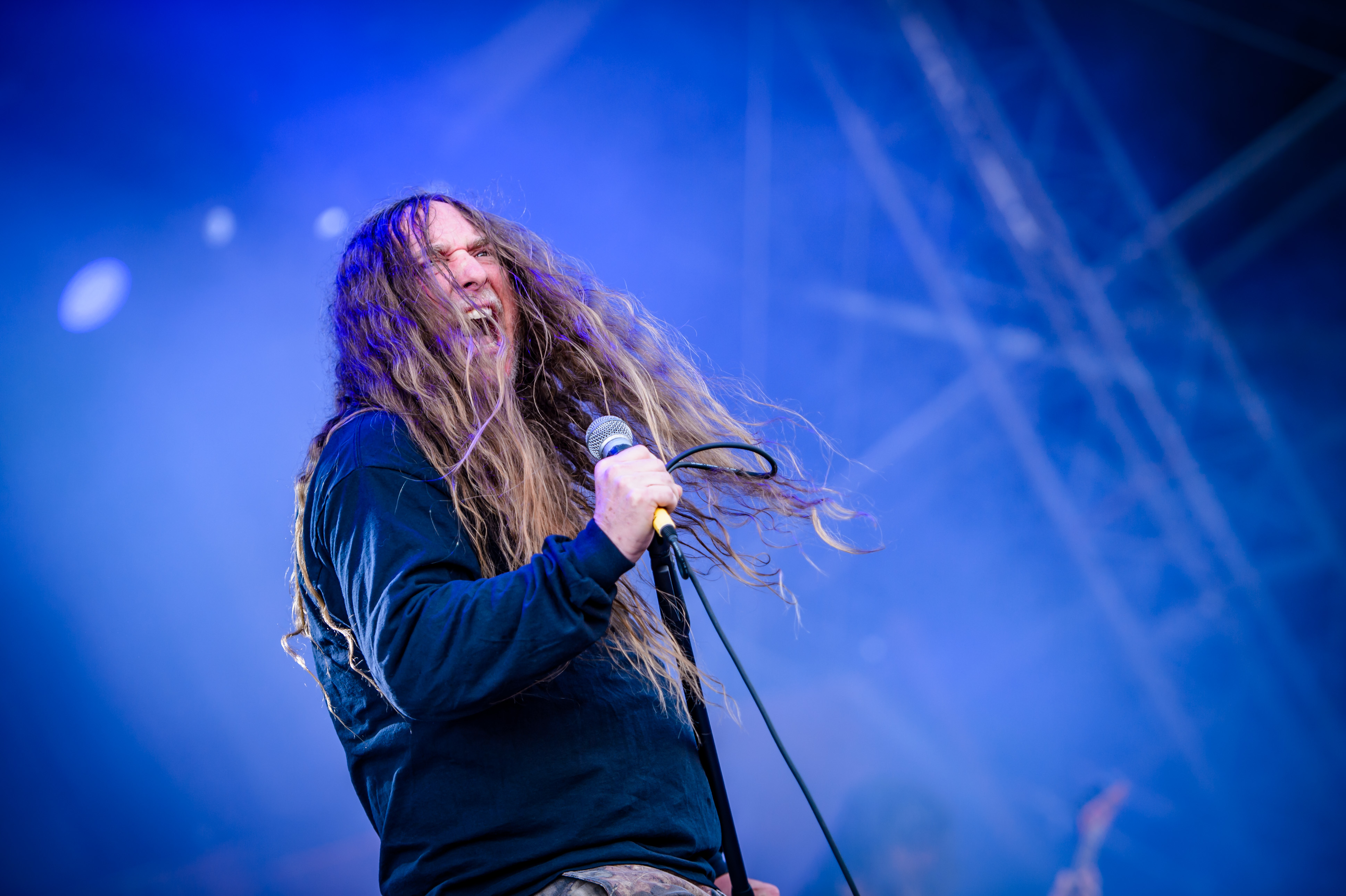
Джон Тарди
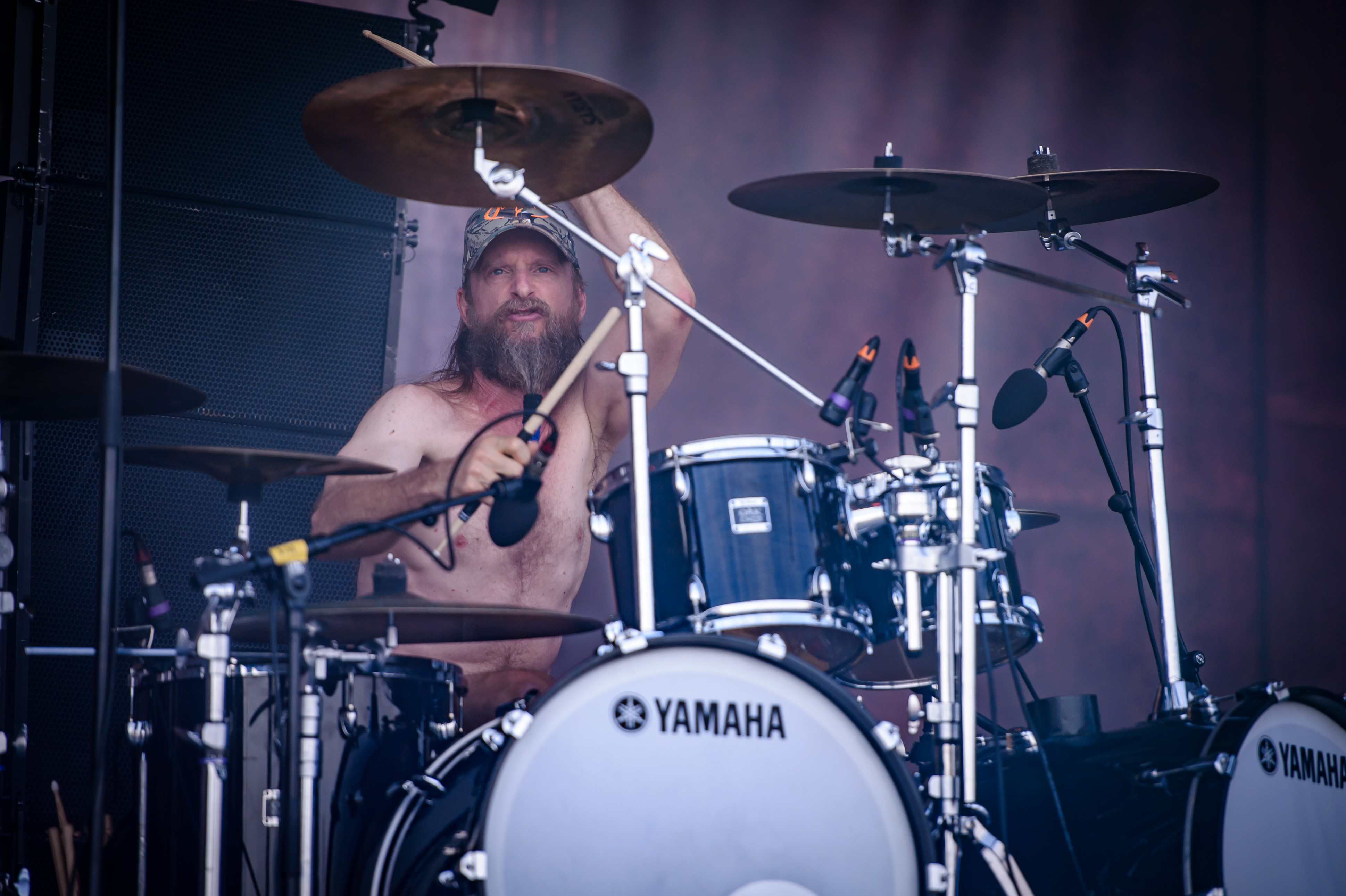
Дональд Тарди
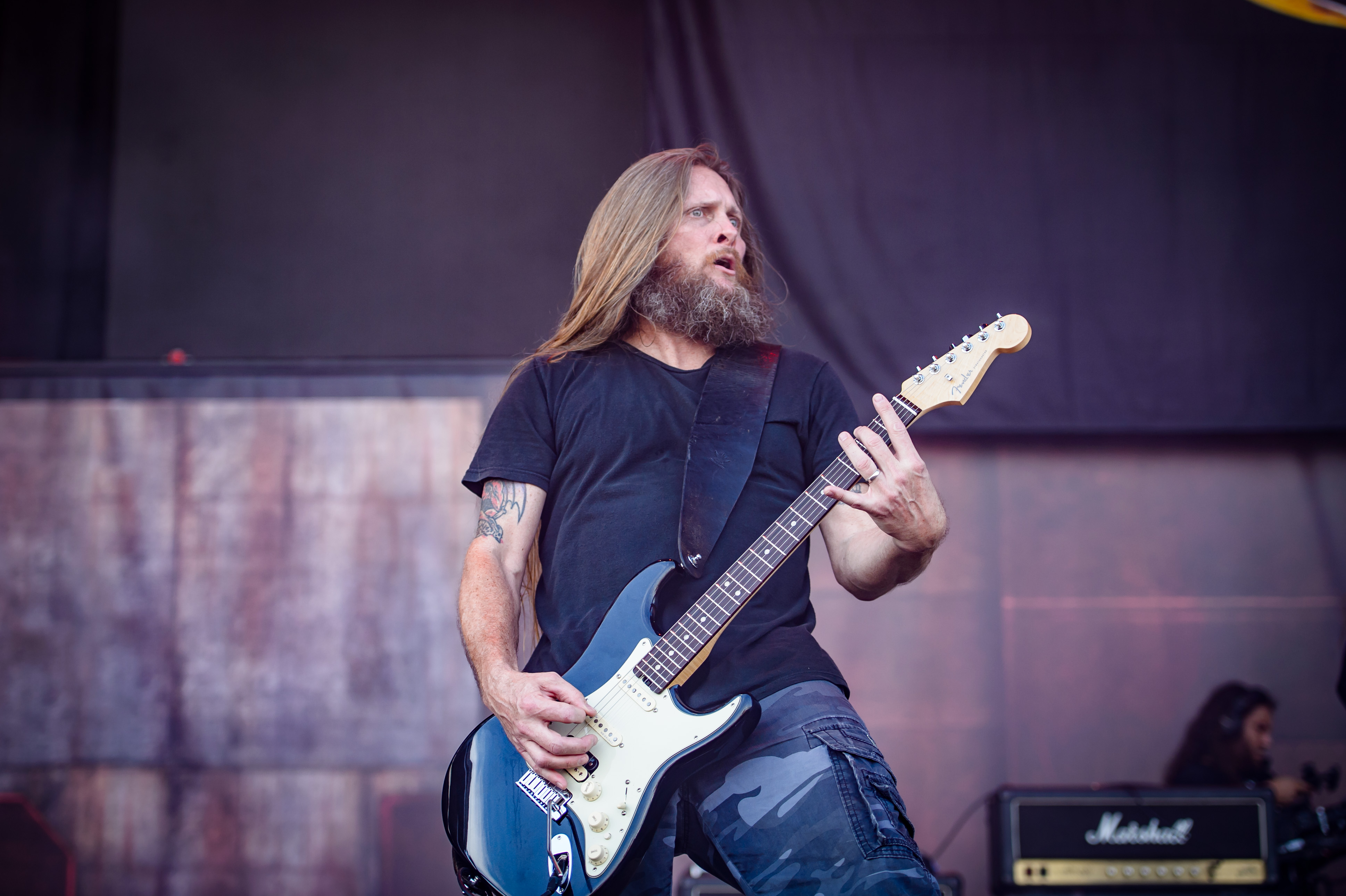
Тревор Перес
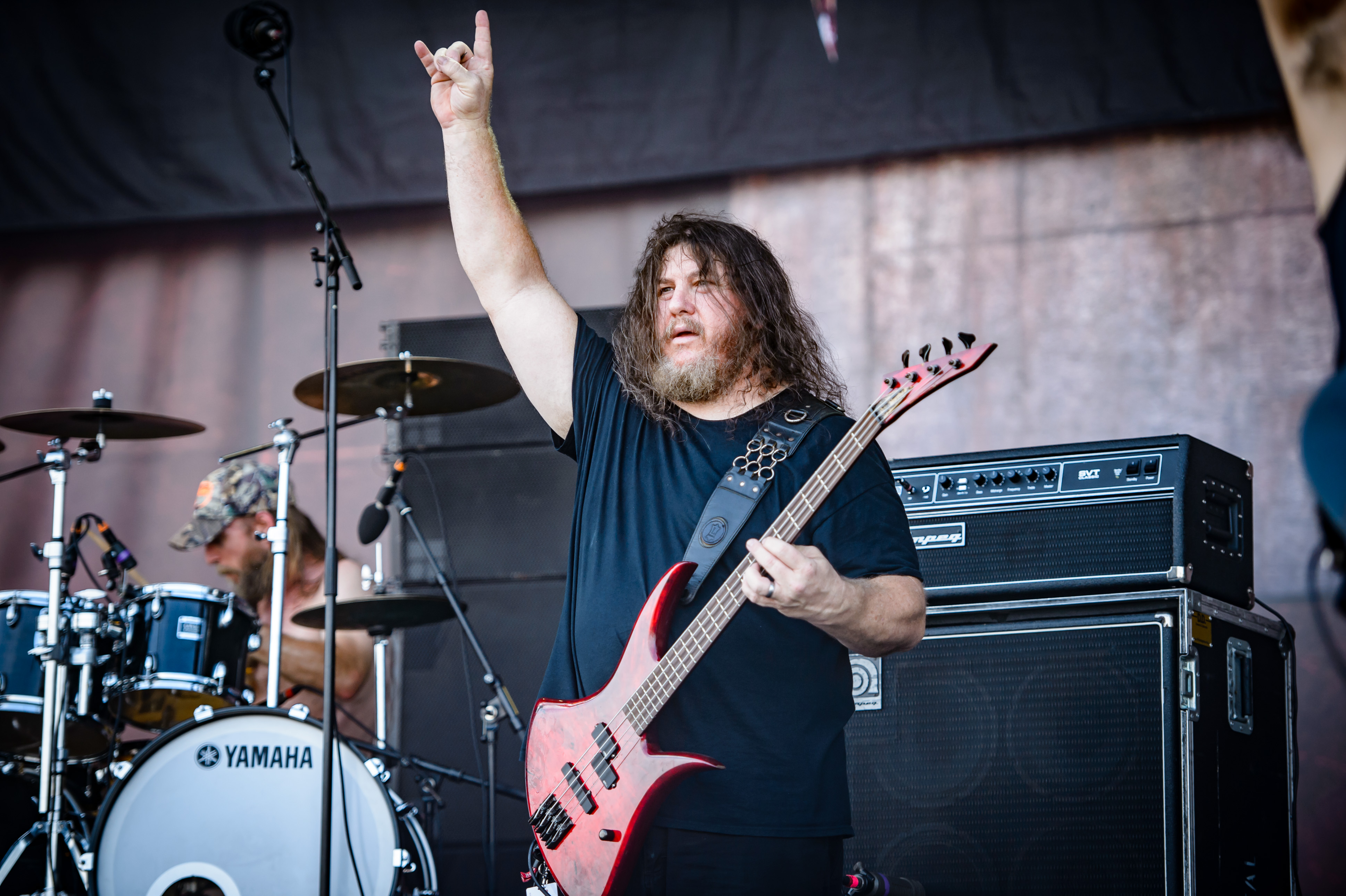
Терри Батлер
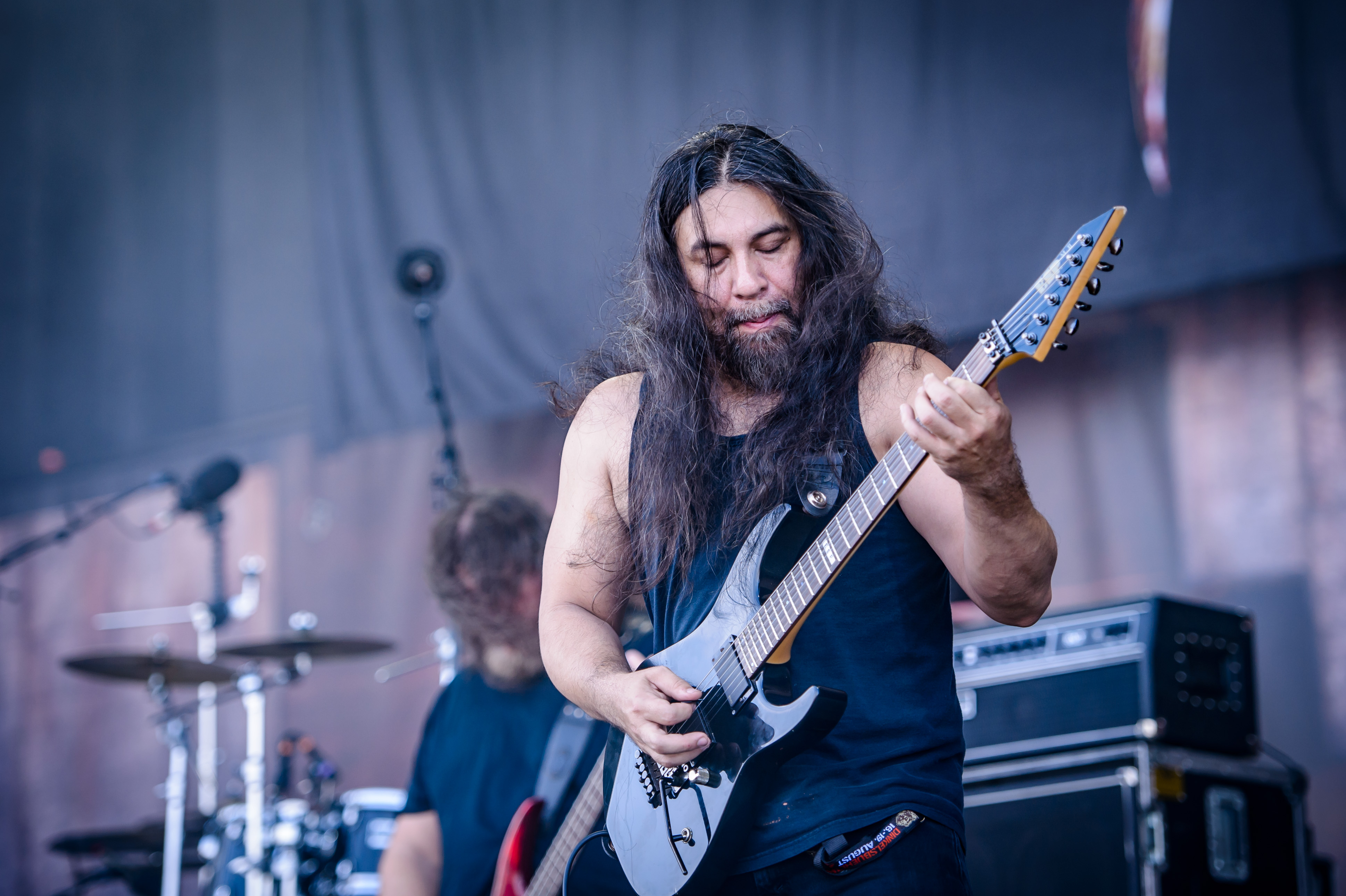
Кенни Эндрюс

## Дискография

### Студийные альбомы
- Slowly We Rot (1989)
- Cause of Death (1990)
- The End Complete (1992)
- World Demise (1994)
- Back from the Dead (1997)
- Frozen in Time (2005)
- Xecutioner’s Return (2007)
- Darkest Day (2009)
- Inked in Blood (2014)
- Obituary (2017)
- Dying of Everything (2023)

### Концертные альбомы
- Dead (1998)
- Ten Thousand Ways to Die (2016)
- Torture Chamber - live 1992 (2020)

### Видео альбомы
- Frozen Alive (2005)
- Live Xecution - Party.San 2008 (2009)

### Сборники
- Song of Pain (сплит с Deicide, Sadus, Defiance и Xentrix от Roadrunner Records, 1992)
- Anthology (2001)
- Slowly We Rot / Cause of Death (2003)
- The End Complete / World Demise (2004)
- The Best of Obiruary (2008)
- The Complete Roadrunner Collection 1989-2005 (2013)
- Inked in Blood / Ten Thousand Ways to Die (2017)

### Демо/синглы/EP
- Don't Care (1994, single)
- Left to Die (2008, EP)
- Blood to Give (2009, single)
- No (2017)
- A Dying World (2019, single)